# Turnera jobertii
Turnera jobertii är en passionsblomsväxtart som beskrevs av Arbo. Turnera jobertii ingår i släktet Turnera och familjen passionsblomsväxter. Inga underarter finns listade i Catalogue of Life.